# Atmosfera (album)
Atmosfera – album studyjny polskiej piosenkarki Young Leosi, wydany 24 października 2024 nakładem wytwórni Baila Ella Records, za pośrednictwem Universal Music Polska. Płyta była promowana trzema singlami: „Cringowy Lovesong”, „Noc Aniołów”, „Złoty piasek / Delay”. Album jeszcze w przedsprzedaży uzyskał status platynowej płyty.

## Wydanie
Przedsprzedaż albumu rozpoczęła się 4 października 2024. Płyta została wydana nakładem wytwórni BE Records w dniu 24 października 2024, a premiera odbyła się 25 października 2024. Album jest udostępniony w postaci płyty CD, cyfrowego pobrania oraz streamingu. Na płycie znajduje się 15 utworów. Gościnnie na albumie wystąpił Cezary Pazura, Jonatan, Jacuś oraz bambi. Album został wyprodukowany przez Jonatana, Jacusia oraz 4Money.

## Lista utworów
Opracowane na podstawie materiałów źródłowych.
| 1.  | „Atmosfera”                         | 2:21  |
|     |                                     |       |
| 2.  | „Noc Aniołów”                       | 2:37  |
|     |                                     |       |
| 3.  | „Przestrzeń”                        | 2:56  |
|     |                                     |       |
| 4.  | „Saro (skit)” (gośc. Cezary Pazura) | 0:06  |
|     |                                     |       |
| 5.  | „Delay”                             | 2:42  |
|     |                                     |       |
| 6.  | „6 Nieodebranych”                   | 2:30  |
|     |                                     |       |
| 7.  | „Nie mów nic”                       | 2:26  |
|     |                                     |       |
| 8.  | „Cringowy Lovesong”                 | 3:09  |
|     |                                     |       |
| 9.  | „Papier” (gośc. bambi)              | 2:51  |
|     |                                     |       |
| 10. | „Dom (skit)” (gośc. Cezary Pazura)  | 0:09  |
|     |                                     |       |
| 11. | „Fun House”                         | 2:38  |
|     |                                     |       |
| 12. | „Sobota Wieczór” (gośc. Jacuś)      | 2:12  |
|     |                                     |       |
| 13. | „Wszystko mi jedno” (gośc. Jonatan) | 2:52  |
|     |                                     |       |
| 14. | „Złoty piasek”                      | 2:30  |
|     |                                     |       |
| 15. | „Błękitne niebo”                    | 2:21  |
|     |                                     |       |
|     |                                     | 34:20 |
|     |                                     |       |

## Certyfikaty i sprzedaż
| Kraj          | Certyfikat      | Sprzedaż |
| ------------- | --------------- | -------- |
| Polska (ZPAV) | platynowa płyta | 30 000+  |

## Pozycje na listach

### Pozycja na liście tygodniowej
| Kraj   | Lista                    | Pozycja |
| ------ | ------------------------ | ------- |
| Polska | OLiS – albumy            | 3       |
| Polska | OLiS – albumy w streamie | 4       |
| Polska | OLiS – albumy fizycznie  | 3       |